# 戊酸铵
戊酸铵是一种有机酸的铵盐，化学式为C5H13NO2。它可由氨气和无水戊酸反应制得。它和镧系金属硝酸盐（Ln(NO3)3）反应，可以得到镧系金属戊酸盐。它可用作矿化剂来生长方解石单晶。